# Cyanea hamatiflora
Cyanea hamatiflora är en klockväxtart som beskrevs av Joseph Rock. Cyanea hamatiflora ingår i släktet Cyanea, och familjen klockväxter.

## Underarter
Arten delas in i följande underarter:
- C. h. carlsonii
- C. h. hamatiflora